# Georgina Stojiljkovic
Georgina Stojiljkovic (Pančevo, 19 maggio 1987) è una modella serba.

## Carriera
Viene scoperta da un talent scout durante una sfilata a Belgrado, che riesce a farle ottenere un contratto con una agenzia di moda, grazie alla quale nel 2008 debutta sulle passerelle di Milano, sfilando per Alberta Ferretti, Blugirl e Emporio Armani. In seguito la modella ha sfilato anche per Bottega Veneta, Christian Dior, DKNY, Dolce & Gabbana, Hermès, Iceberg, Lacoste, Lanvin, Oscar de la Renta, Prada, Gianni Versace S.p.A. e Valentino S.p.A.. È inoltre stata la testimonial delle campagne pubblicitarie internazionali di Liz Claiborne e Philosophy di Alberta Ferretti. Ha inoltre conquistato la copertina dell'edizione francese di Numéro nel maggio 2008 ed è stata scelta come una delle modelle protagoniste del Calendario Pirelli 2010.

## Agenzie
- Women Management - New York, Milano, Parigi
- Modelwerk
- UNO Barcelona
- CODE Management - Amsterdam